# 自由民主黨總裁選舉
自由民主黨總裁選舉（日语：／），是日本政黨自由民主黨為選出其黨首——自由民主黨總裁而進行的選舉。1955年之後，自由民主黨在大部分時間都是執政黨，自民黨作為執政黨時，黨總裁自然就是日本內閣總理大臣，因而自民黨總裁選舉多備受矚目。

## 概要
自由民主黨總裁是依據自由民主黨黨則6條及總裁公選規程，由黨所屬國會議員、黨員、自由國民會議會員、國民政治協會會員選出，選民為實施年1月1日以前滿20歲之日本國民，且前年與大前年連續兩年繳納黨費與會費者。
總裁選實施黨則：
- 黨則6條2項但書規定，總裁在任期中空缺時，若為緊急必要時，可由「兩院議員總會（日语：議員総会）代表黨大會」選出後任者
- 黨則6條4項規定，總裁任期屆滿前，在「黨所屬國會議員及都道府縣支部連合會代表各一名之總数過半要求」下，可召開總裁選舉

依據總裁公選規程9條，僅黨所屬國會議員可參選。過去曾有由黨幹部協調決定或事前決定下任總裁的例子。
由於自由民主黨長期為國會最大黨，執政期間的自由民主黨總裁基本上會在首相指名選舉勝出。因此，總裁選舉可說是實質上的首相指名選舉（又稱「總理總裁」）。

## 選舉方法
選舉方法由總裁公選規程與總裁公選實施細則規定。投票分為（A）「總裁公選規程規定之總裁選舉」與（B）「總裁任期中空缺因緊急必要由兩院議員總會代表黨大會進行之總裁選舉」兩種。現行制度為2013年、2014年修正後實施之規定。
候選人與推薦人
總裁候選人為獲得20名黨所屬國會議員推薦之黨所屬國會議員。
- 參議院議員也可成為候選人。自1972年導入推薦制後，2012年的林芳正是首位成為候選人的參議院議員。從參議院轉戰眾議院議員出馬角逐總裁選的候選人有宮澤喜一、石原慎太郎、藤井孝男、小池百合子、林芳正。

投票與當選者
投票採1人1票無記名式投票。但是國會議員與黨員、黨友的處理方式不同。
- 國會議員為1人1票，在投票所直接投票。
- 黨員、黨友票在（A）場合時，總票數與黨所屬國會議員相同，並採頓特法分配各候選人得票。在（B）場合時，各都道府縣有三張都道府縣連代表票，由各都道府縣連代表人投票。

國會議員票與黨員投票兩者合計之得票數過半者當選。未有過半者則由得票數前兩名進行決選投票，得票數較多者當選。決選投票中，黨所屬國會議員一人一票，47張都道府縣連代表票則分別投給該都道府縣得票數最高之候選人。（（B）的場合，各都道府縣代表者也參加決選投票）。
當選者須在黨大會或兩院議員總會報告後才可就任自由民主黨總裁。
決定黨員、黨友票票數的預備選舉
黨員、黨友票的計算由各都道府縣連處理，多數時候會提前進行黨員、黨友的預備選舉。預備選舉通常在議員投票日的前一日完成。黨員可在投票所直接投票，投票用紙由選舉管理委員會直接郵遞。開票結果以頓特法轉換分配票數。
以前曾經有全國統一處理黨員、黨友票的時期。1980年代採黨員、黨友的1萬有效票等同國會議員票1票的換算制度。

## 黨員、黨友的投票參加資格
一般黨員、黨友須在近兩年未欠繳黨費才能取得投票參加資格。
一般黨員、家族黨員、特別黨員之間沒有差異。自由國民會議會員兩年內未欠繳年會費（1萬日圓以上）也可取得投票資格。若未能取得前兩者資格，則必須繳納同等以上政治獻金給國民政治協會成為個人會員，並維持會員資格兩年以上才能取得投票資格。另外，自民黨網路支持者俱樂部會員沒有投票權。
連續兩年（前年、大前年）繳納一萬日圓以上政治獻金給國民政治協會的法人，可指派一名代表參與投票。

## 選舉結果
粗體 表示選舉勝出者。
| 年月日         | 年月日         | 1位        | 2位                                                            | 3位                                                            | 4位                                                            | 5位                                                            | 6位                                                            | 7位                                                            | 8位                                                            | 9位                                                            | 無效票                                                         | 推薦 | 詳細 |
| -------------- | -------------- | ---------- | -------------------------------------------------------------- | -------------------------------------------------------------- | -------------------------------------------------------------- | -------------------------------------------------------------- | -------------------------------------------------------------- | -------------------------------------------------------------- | -------------------------------------------------------------- | -------------------------------------------------------------- | -------------------------------------------------------------- | ---- | ---- |
| 1956年4月5日   | 1956年4月5日   | 鳩山一郎   | 岸信介                                                         | 林讓治                                                         | 石橋湛山 石井光次郎 益谷秀次 大野伴睦                          | 河野一郎 重光葵 松野鶴平 池田勇人                              |                                                                |                                                                |                                                                |                                                                | 5                                                              | －   | 詳細 |
| 1956年4月5日   | 1956年4月5日   | 394        | 4                                                              | 3                                                              | 2                                                              | 1                                                              |                                                                |                                                                |                                                                |                                                                | 5                                                              | －   | 詳細 |
| 1956年12月14日 | 一             | 岸信介     | 石橋湛山                                                       | 石井光次郎                                                     |                                                                |                                                                |                                                                |                                                                |                                                                |                                                                | 0                                                              | －   | 詳細 |
| 1956年12月14日 | 一             | 223        | 151                                                            | 137                                                            |                                                                |                                                                |                                                                |                                                                |                                                                |                                                                | 0                                                              | －   | 詳細 |
| 1956年12月14日 | 決             | 石橋湛山   | 岸信介                                                         |                                                                |                                                                |                                                                |                                                                |                                                                |                                                                |                                                                | 0                                                              | －   | 詳細 |
| 1956年12月14日 | 決             | 258        | 251                                                            |                                                                |                                                                |                                                                |                                                                |                                                                |                                                                |                                                                | 0                                                              | －   | 詳細 |
| 1957年3月21日  | 1957年3月21日  | 岸信介     | 松村謙三                                                       | 石井光次郎 北村德太郎                                          |                                                                |                                                                |                                                                |                                                                |                                                                |                                                                | 0                                                              | －   | 詳細 |
| 1957年3月21日  | 1957年3月21日  | 471        | 2                                                              | 1                                                              |                                                                |                                                                |                                                                |                                                                |                                                                |                                                                | 0                                                              | －   | 詳細 |
| 1959年1月14日  | 1959年1月14日  | 岸信介     | 松村謙三                                                       | 大野伴睦 吉田茂 石井光次郎 益谷秀次 佐藤榮作                   |                                                                |                                                                |                                                                |                                                                |                                                                |                                                                | 0                                                              | －   | 詳細 |
| 1959年1月14日  | 1959年1月14日  | 320        | 166                                                            | 1                                                              |                                                                |                                                                |                                                                |                                                                |                                                                |                                                                | 0                                                              | －   | 詳細 |
| 1960年7月14日  | 一             | 池田勇人   | 石井光次郎                                                     | 藤山愛一郎                                                     | 松村謙三                                                       | 大野伴睦 佐藤榮作                                              |                                                                |                                                                |                                                                |                                                                | 0                                                              | －   | 詳細 |
| 1960年7月14日  | 一             | 246        | 196                                                            | 49                                                             | 5                                                              | 1                                                              |                                                                |                                                                |                                                                |                                                                | 0                                                              | －   | 詳細 |
| 1960年7月14日  | 決             | 池田勇人   | 石井光次郎                                                     |                                                                |                                                                |                                                                |                                                                |                                                                |                                                                |                                                                | 0                                                              | －   | 詳細 |
| 1960年7月14日  | 決             | 302        | 194                                                            |                                                                |                                                                |                                                                |                                                                |                                                                |                                                                |                                                                | 0                                                              | －   | 詳細 |
| 1962年7月14日  | 1962年7月14日  | 池田勇人   | 佐藤榮作                                                       | 一萬田尚登                                                     | 岸信介                                                         | 藤山愛一郎                                                     | 吉田茂 福田赳夫                                                | 高橋等 正力松太郎                                              |                                                                |                                                                | 0                                                              | －   | 詳細 |
| 1962年7月14日  | 1962年7月14日  | 391        | 17                                                             | 6                                                              | 5                                                              | 3                                                              | 2                                                              | 1                                                              |                                                                |                                                                | 0                                                              | －   | 詳細 |
| 1964年7月10日  | 1964年7月10日  | 池田勇人   | 佐藤榮作                                                       | 藤山愛一郎                                                     | 灘尾弘吉                                                       |                                                                |                                                                |                                                                |                                                                |                                                                | 0                                                              | －   | 詳細 |
| 1964年7月10日  | 1964年7月10日  | 242        | 160                                                            | 72                                                             | 1                                                              |                                                                |                                                                |                                                                |                                                                |                                                                | 0                                                              | －   | 詳細 |
| 1964年12月1日  | 1964年12月1日  | 佐藤榮作   | 只有一名候選人（池田總裁裁定）                                 | 只有一名候選人（池田總裁裁定）                                 | 只有一名候選人（池田總裁裁定）                                 | 只有一名候選人（池田總裁裁定）                                 | 只有一名候選人（池田總裁裁定）                                 | 只有一名候選人（池田總裁裁定）                                 | 只有一名候選人（池田總裁裁定）                                 | 只有一名候選人（池田總裁裁定）                                 | 只有一名候選人（池田總裁裁定）                                 | －   |      |
| 1966年12月1日  | 1966年12月1日  | 佐藤榮作   | 藤山愛一郎                                                     | 前尾繁三郎                                                     | 灘尾弘吉                                                       | 野田卯一                                                       | 小坂善太郎                                                     | 岸信介 松村謙三 村上勇                                         |                                                                |                                                                | 0                                                              | －   | 詳細 |
| 1966年12月1日  | 1966年12月1日  | 289        | 89                                                             | 47                                                             | 11                                                             | 9                                                              | 2                                                              | 1                                                              |                                                                |                                                                | 0                                                              | －   | 詳細 |
| 1968年11月27日 | 1968年11月27日 | 佐藤榮作   | 三木武夫                                                       | 前尾繁三郎                                                     | 藤山愛一郎                                                     |                                                                |                                                                |                                                                |                                                                |                                                                | 0                                                              | －   | 詳細 |
| 1968年11月27日 | 1968年11月27日 | 249        | 107                                                            | 95                                                             | 1                                                              |                                                                |                                                                |                                                                |                                                                |                                                                | 0                                                              | －   | 詳細 |
| 1970年10月29日 | 1970年10月29日 | 佐藤榮作   | 三木武夫                                                       | 千葉三郎 藤山愛一郎 宇都宮德馬                                 |                                                                |                                                                |                                                                |                                                                |                                                                |                                                                | 0                                                              | －   | 詳細 |
| 1970年10月29日 | 1970年10月29日 | 353        | 111                                                            | 1                                                              |                                                                |                                                                |                                                                |                                                                |                                                                |                                                                | 0                                                              | －   | 詳細 |
| 1972年7月5日   | 一             | 田中角榮   | 福田赳夫                                                       | 大平正芳                                                       | 三木武夫                                                       |                                                                |                                                                |                                                                |                                                                |                                                                | 7                                                              | 10人 | 詳細 |
| 1972年7月5日   | 一             | 156        | 150                                                            | 101                                                            | 69                                                             |                                                                |                                                                |                                                                |                                                                |                                                                | 7                                                              | 10人 | 詳細 |
| 1972年7月5日   | 決             | 田中角榮   | 福田赳夫                                                       |                                                                |                                                                |                                                                |                                                                |                                                                |                                                                |                                                                | 0                                                              | 10人 | 詳細 |
| 1972年7月5日   | 決             | 282        | 190                                                            |                                                                |                                                                |                                                                |                                                                |                                                                |                                                                |                                                                | 0                                                              | 10人 | 詳細 |
| 1974年12月4日  | 1974年12月4日  | 三木武夫   | 只有一名候選人（椎名悅三郎副總裁裁定）                         | 只有一名候選人（椎名悅三郎副總裁裁定）                         | 只有一名候選人（椎名悅三郎副總裁裁定）                         | 只有一名候選人（椎名悅三郎副總裁裁定）                         | 只有一名候選人（椎名悅三郎副總裁裁定）                         | 只有一名候選人（椎名悅三郎副總裁裁定）                         | 只有一名候選人（椎名悅三郎副總裁裁定）                         | 只有一名候選人（椎名悅三郎副總裁裁定）                         | 只有一名候選人（椎名悅三郎副總裁裁定）                         | 10人 | 詳細 |
| 1976年12月23日 | 1976年12月23日 | 福田赳夫   | 只有一名候選人（兩院議員總會協商一致）                         | 只有一名候選人（兩院議員總會協商一致）                         | 只有一名候選人（兩院議員總會協商一致）                         | 只有一名候選人（兩院議員總會協商一致）                         | 只有一名候選人（兩院議員總會協商一致）                         | 只有一名候選人（兩院議員總會協商一致）                         | 只有一名候選人（兩院議員總會協商一致）                         | 只有一名候選人（兩院議員總會協商一致）                         | 只有一名候選人（兩院議員總會協商一致）                         | 10人 | 詳細 |
| 1978年11月26日 | 予             | 大平正芳   | 福田赳夫                                                       | 中曾根康弘                                                     | 河本敏夫                                                       |                                                                |                                                                |                                                                |                                                                |                                                                | 0                                                              | 20人 | 詳細 |
| 1978年11月26日 | 予             | 748点      | 638点                                                          | 93点                                                           | 46点                                                           |                                                                |                                                                |                                                                |                                                                |                                                                | 0                                                              | 20人 | 詳細 |
| 1978年11月26日 | 本             | 大平正芳   | 第二名辭退                                                     | 第二名辭退                                                     | 第二名辭退                                                     | 第二名辭退                                                     | 第二名辭退                                                     | 第二名辭退                                                     | 第二名辭退                                                     | 第二名辭退                                                     | 第二名辭退                                                     | 20人 | 詳細 |
| 1980年7月15日  | 1980年7月15日  | 鈴木善幸   | 只有一名候選人（西村英一副總裁裁定）                           | 只有一名候選人（西村英一副總裁裁定）                           | 只有一名候選人（西村英一副總裁裁定）                           | 只有一名候選人（西村英一副總裁裁定）                           | 只有一名候選人（西村英一副總裁裁定）                           | 只有一名候選人（西村英一副總裁裁定）                           | 只有一名候選人（西村英一副總裁裁定）                           | 只有一名候選人（西村英一副總裁裁定）                           | 只有一名候選人（西村英一副總裁裁定）                           | 20人 |      |
| 1980年11月27日 | 1980年11月27日 | 鈴木善幸   | 只有一名候選人（鈴木總裁任期屆滿，不進行總裁選而無投票連任）   | 只有一名候選人（鈴木總裁任期屆滿，不進行總裁選而無投票連任）   | 只有一名候選人（鈴木總裁任期屆滿，不進行總裁選而無投票連任）   | 只有一名候選人（鈴木總裁任期屆滿，不進行總裁選而無投票連任）   | 只有一名候選人（鈴木總裁任期屆滿，不進行總裁選而無投票連任）   | 只有一名候選人（鈴木總裁任期屆滿，不進行總裁選而無投票連任）   | 只有一名候選人（鈴木總裁任期屆滿，不進行總裁選而無投票連任）   | 只有一名候選人（鈴木總裁任期屆滿，不進行總裁選而無投票連任）   | 只有一名候選人（鈴木總裁任期屆滿，不進行總裁選而無投票連任）   | 20人 |      |
| 1982年11月24日 | 予             | 中曾根康弘 | 河本敏夫                                                       | 安倍晉太郎                                                     | 中川一郎                                                       |                                                                |                                                                |                                                                |                                                                |                                                                | 0                                                              | 50人 | 詳細 |
| 1982年11月24日 | 予             | 559673     | 265078                                                         | 80443                                                          | 66041                                                          |                                                                |                                                                |                                                                |                                                                |                                                                | 0                                                              | 50人 | 詳細 |
| 1982年11月24日 | 本             | 中曾根康弘 | 第二名以下辭退                                                 | 第二名以下辭退                                                 | 第二名以下辭退                                                 | 第二名以下辭退                                                 | 第二名以下辭退                                                 | 第二名以下辭退                                                 | 第二名以下辭退                                                 | 第二名以下辭退                                                 | 第二名以下辭退                                                 | 50人 | 詳細 |
| 1984年10月30日 | 1984年10月30日 | 中曾根康弘 | 只有一名候選人（中曾根總裁任期屆滿，不進行總裁選而無投票連任） | 只有一名候選人（中曾根總裁任期屆滿，不進行總裁選而無投票連任） | 只有一名候選人（中曾根總裁任期屆滿，不進行總裁選而無投票連任） | 只有一名候選人（中曾根總裁任期屆滿，不進行總裁選而無投票連任） | 只有一名候選人（中曾根總裁任期屆滿，不進行總裁選而無投票連任） | 只有一名候選人（中曾根總裁任期屆滿，不進行總裁選而無投票連任） | 只有一名候選人（中曾根總裁任期屆滿，不進行總裁選而無投票連任） | 只有一名候選人（中曾根總裁任期屆滿，不進行總裁選而無投票連任） | 只有一名候選人（中曾根總裁任期屆滿，不進行總裁選而無投票連任） | 50人 | 詳細 |
| 1986年9月11日  | 1986年9月11日  | 中曾根康弘 | 任期延長一年（兩院議員總會全會一致決定中曾根總裁任期延長一年） | 任期延長一年（兩院議員總會全會一致決定中曾根總裁任期延長一年） | 任期延長一年（兩院議員總會全會一致決定中曾根總裁任期延長一年） | 任期延長一年（兩院議員總會全會一致決定中曾根總裁任期延長一年） | 任期延長一年（兩院議員總會全會一致決定中曾根總裁任期延長一年） | 任期延長一年（兩院議員總會全會一致決定中曾根總裁任期延長一年） | 任期延長一年（兩院議員總會全會一致決定中曾根總裁任期延長一年） | 任期延長一年（兩院議員總會全會一致決定中曾根總裁任期延長一年） | 任期延長一年（兩院議員總會全會一致決定中曾根總裁任期延長一年） | －   |      |
| 1987年10月31日 | 1987年10月31日 | 竹下登     | 只有一名候選人（中曾根總裁裁定）                               | 只有一名候選人（中曾根總裁裁定）                               | 只有一名候選人（中曾根總裁裁定）                               | 只有一名候選人（中曾根總裁裁定）                               | 只有一名候選人（中曾根總裁裁定）                               | 只有一名候選人（中曾根總裁裁定）                               | 只有一名候選人（中曾根總裁裁定）                               | 只有一名候選人（中曾根總裁裁定）                               | 只有一名候選人（中曾根總裁裁定）                               | 50人 | 詳細 |
| 1989年6月2日   | 1989年6月2日   | 宇野宗佑   | 只有一名候選人（竹下總裁裁定）                                 | 只有一名候選人（竹下總裁裁定）                                 | 只有一名候選人（竹下總裁裁定）                                 | 只有一名候選人（竹下總裁裁定）                                 | 只有一名候選人（竹下總裁裁定）                                 | 只有一名候選人（竹下總裁裁定）                                 | 只有一名候選人（竹下總裁裁定）                                 | 只有一名候選人（竹下總裁裁定）                                 | 只有一名候選人（竹下總裁裁定）                                 | 50人 |      |
| 1989年8月8日   | 1989年8月8日   | 海部俊樹   | 林義郎                                                         | 石原慎太郎                                                     |                                                                |                                                                |                                                                |                                                                |                                                                |                                                                | 0                                                              | 20人 | 詳細 |
| 1989年8月8日   | 1989年8月8日   | 279        | 120                                                            | 48                                                             |                                                                |                                                                |                                                                |                                                                |                                                                |                                                                | 0                                                              | 20人 | 詳細 |
| 1989年10月31日 | 1989年10月31日 | 海部俊樹   | 只有一名候選人（海部總裁任期屆滿，不進行總裁選而無投票連任）   | 只有一名候選人（海部總裁任期屆滿，不進行總裁選而無投票連任）   | 只有一名候選人（海部總裁任期屆滿，不進行總裁選而無投票連任）   | 只有一名候選人（海部總裁任期屆滿，不進行總裁選而無投票連任）   | 只有一名候選人（海部總裁任期屆滿，不進行總裁選而無投票連任）   | 只有一名候選人（海部總裁任期屆滿，不進行總裁選而無投票連任）   | 只有一名候選人（海部總裁任期屆滿，不進行總裁選而無投票連任）   | 只有一名候選人（海部總裁任期屆滿，不進行總裁選而無投票連任）   | 只有一名候選人（海部總裁任期屆滿，不進行總裁選而無投票連任）   | 20人 |      |
| 1991年10月27日 | 1991年10月27日 | 宮澤喜一   | 渡邊美智雄                                                     | 三塚博                                                         |                                                                |                                                                |                                                                |                                                                |                                                                |                                                                | 0                                                              | 30人 | 詳細 |
| 1991年10月27日 | 1991年10月27日 | 285        | 120                                                            | 87                                                             |                                                                |                                                                |                                                                |                                                                |                                                                |                                                                | 0                                                              | 30人 | 詳細 |
| 1993年7月30日  | 1993年7月30日  | 河野洋平   | 渡邊美智雄                                                     |                                                                |                                                                |                                                                |                                                                |                                                                |                                                                |                                                                | 0                                                              | 20人 | 詳細 |
| 1993年7月30日  | 1993年7月30日  | 208        | 159                                                            |                                                                |                                                                |                                                                |                                                                |                                                                |                                                                |                                                                | 0                                                              | 20人 | 詳細 |
| 1993年9月30日  | 1993年9月30日  | 河野洋平   | 只有一名候選人（河野總裁任期屆滿，不進行總裁選而無投票連任）   | 只有一名候選人（河野總裁任期屆滿，不進行總裁選而無投票連任）   | 只有一名候選人（河野總裁任期屆滿，不進行總裁選而無投票連任）   | 只有一名候選人（河野總裁任期屆滿，不進行總裁選而無投票連任）   | 只有一名候選人（河野總裁任期屆滿，不進行總裁選而無投票連任）   | 只有一名候選人（河野總裁任期屆滿，不進行總裁選而無投票連任）   | 只有一名候選人（河野總裁任期屆滿，不進行總裁選而無投票連任）   | 只有一名候選人（河野總裁任期屆滿，不進行總裁選而無投票連任）   | 只有一名候選人（河野總裁任期屆滿，不進行總裁選而無投票連任）   | 20人 |      |
| 1995年9月22日  | 1995年9月22日  | 橋本龍太郎 | 小泉純一郎                                                     |                                                                |                                                                |                                                                |                                                                |                                                                |                                                                |                                                                | 0                                                              | 30人 | 詳細 |
| 1995年9月22日  | 1995年9月22日  | 304        | 87                                                             |                                                                |                                                                |                                                                |                                                                |                                                                |                                                                |                                                                | 0                                                              | 30人 | 詳細 |
| 1997年9月11日  | 1997年9月11日  | 橋本龍太郎 | 只有一名候選人（橋本總裁任期屆滿，不進行總裁選而無投票連任）   | 只有一名候選人（橋本總裁任期屆滿，不進行總裁選而無投票連任）   | 只有一名候選人（橋本總裁任期屆滿，不進行總裁選而無投票連任）   | 只有一名候選人（橋本總裁任期屆滿，不進行總裁選而無投票連任）   | 只有一名候選人（橋本總裁任期屆滿，不進行總裁選而無投票連任）   | 只有一名候選人（橋本總裁任期屆滿，不進行總裁選而無投票連任）   | 只有一名候選人（橋本總裁任期屆滿，不進行總裁選而無投票連任）   | 只有一名候選人（橋本總裁任期屆滿，不進行總裁選而無投票連任）   | 只有一名候選人（橋本總裁任期屆滿，不進行總裁選而無投票連任）   | 30人 |      |
| 1998年7月24日  | 1998年7月24日  | 小淵惠三   | 梶山靜六                                                       | 小泉純一郎                                                     |                                                                |                                                                |                                                                |                                                                |                                                                |                                                                | 0                                                              | 20人 | 詳細 |
| 1998年7月24日  | 1998年7月24日  | 225        | 102                                                            | 84                                                             |                                                                |                                                                |                                                                |                                                                |                                                                |                                                                | 0                                                              | 20人 | 詳細 |
| 1999年9月21日  | 1999年9月21日  | 小淵惠三   | 加藤紘一                                                       | 山崎拓                                                         |                                                                |                                                                |                                                                |                                                                |                                                                |                                                                | 0                                                              | 20人 | 詳細 |
| 1999年9月21日  | 1999年9月21日  | 350        | 113                                                            | 51                                                             |                                                                |                                                                |                                                                |                                                                |                                                                |                                                                | 0                                                              | 20人 | 詳細 |
| 2000年4月5日   | 2000年4月5日   | 森喜朗     | 只有一名候選人（兩院議員總會協商一致）                         | 只有一名候選人（兩院議員總會協商一致）                         | 只有一名候選人（兩院議員總會協商一致）                         | 只有一名候選人（兩院議員總會協商一致）                         | 只有一名候選人（兩院議員總會協商一致）                         | 只有一名候選人（兩院議員總會協商一致）                         | 只有一名候選人（兩院議員總會協商一致）                         | 只有一名候選人（兩院議員總會協商一致）                         | 只有一名候選人（兩院議員總會協商一致）                         | 20人 | 詳細 |
| 2001年4月24日  | 2001年4月24日  | 小泉純一郎 | 橋本龍太郎                                                     | 麻生太郎                                                       | （地方票開票後龜井靜香辭退）                                   | （地方票開票後龜井靜香辭退）                                   | （地方票開票後龜井靜香辭退）                                   | （地方票開票後龜井靜香辭退）                                   | （地方票開票後龜井靜香辭退）                                   | （地方票開票後龜井靜香辭退）                                   | 3                                                              | 20人 | 詳細 |
| 2001年4月24日  | 2001年4月24日  | 298        | 155                                                            | 31                                                             | （地方票開票後龜井靜香辭退）                                   | （地方票開票後龜井靜香辭退）                                   | （地方票開票後龜井靜香辭退）                                   | （地方票開票後龜井靜香辭退）                                   | （地方票開票後龜井靜香辭退）                                   | （地方票開票後龜井靜香辭退）                                   | 3                                                              | 20人 | 詳細 |
| 2001年8月10日  | 2001年8月10日  | 小泉純一郎 | 只有一名候選人（小泉總裁任期屆滿，不進行總裁選而無投票連任）   | 只有一名候選人（小泉總裁任期屆滿，不進行總裁選而無投票連任）   | 只有一名候選人（小泉總裁任期屆滿，不進行總裁選而無投票連任）   | 只有一名候選人（小泉總裁任期屆滿，不進行總裁選而無投票連任）   | 只有一名候選人（小泉總裁任期屆滿，不進行總裁選而無投票連任）   | 只有一名候選人（小泉總裁任期屆滿，不進行總裁選而無投票連任）   | 只有一名候選人（小泉總裁任期屆滿，不進行總裁選而無投票連任）   | 只有一名候選人（小泉總裁任期屆滿，不進行總裁選而無投票連任）   | 只有一名候選人（小泉總裁任期屆滿，不進行總裁選而無投票連任）   | 20人 |      |
| 2003年9月20日  | 2003年9月20日  | 小泉純一郎 | 龜井靜香                                                       | 藤井孝男                                                       | 高村正彥                                                       |                                                                |                                                                |                                                                |                                                                |                                                                | 0                                                              | 20人 | 詳細 |
| 2003年9月20日  | 2003年9月20日  | 399        | 139                                                            | 65                                                             | 54                                                             |                                                                |                                                                |                                                                |                                                                |                                                                | 0                                                              | 20人 | 詳細 |
| 2006年9月20日  | 2006年9月20日  | 安倍晉三   | 麻生太郎                                                       | 谷垣禎一                                                       |                                                                |                                                                |                                                                |                                                                |                                                                |                                                                | 1                                                              | 20人 | 詳細 |
| 2006年9月20日  | 2006年9月20日  | 464        | 136                                                            | 102                                                            |                                                                |                                                                |                                                                |                                                                |                                                                |                                                                | 1                                                              | 20人 | 詳細 |
| 2007年9月23日  | 2007年9月23日  | 福田康夫   | 麻生太郎                                                       |                                                                |                                                                |                                                                |                                                                |                                                                |                                                                |                                                                | 1                                                              | 20人 | 詳細 |
| 2007年9月23日  | 2007年9月23日  | 330        | 197                                                            |                                                                |                                                                |                                                                |                                                                |                                                                |                                                                |                                                                | 1                                                              | 20人 | 詳細 |
| 2008年9月22日  | 2008年9月22日  | 麻生太郎   | 与謝野馨                                                       | 小池百合子                                                     | 石原伸晃                                                       | 石破茂                                                         |                                                                |                                                                |                                                                |                                                                | 2                                                              | 20人 | 詳細 |
| 2008年9月22日  | 2008年9月22日  | 351        | 66                                                             | 46                                                             | 37                                                             | 25                                                             |                                                                |                                                                |                                                                |                                                                | 2                                                              | 20人 | 詳細 |
| 2009年9月28日  | 2009年9月28日  | 谷垣禎一   | 河野太郎                                                       | 西村康稔                                                       |                                                                |                                                                |                                                                |                                                                |                                                                |                                                                | 1                                                              | 20人 | 詳細 |
| 2009年9月28日  | 2009年9月28日  | 300        | 144                                                            | 54                                                             |                                                                |                                                                |                                                                |                                                                |                                                                |                                                                | 1                                                              | 20人 | 詳細 |
| 2012年9月26日  | 一             | 石破茂     | 安倍晉三                                                       | 石原伸晃                                                       | 町村信孝                                                       | 林芳正                                                         |                                                                |                                                                |                                                                |                                                                | 1                                                              | 20人 | 詳細 |
| 2012年9月26日  | 一             | 199        | 141                                                            | 96                                                             | 34                                                             | 27                                                             |                                                                |                                                                |                                                                |                                                                | 1                                                              | 20人 | 詳細 |
| 2012年9月26日  | 決             | 安倍晉三   | 石破茂                                                         |                                                                |                                                                |                                                                |                                                                |                                                                |                                                                |                                                                | 1                                                              | 20人 | 詳細 |
| 2012年9月26日  | 決             | 108        | 89                                                             |                                                                |                                                                |                                                                |                                                                |                                                                |                                                                |                                                                | 1                                                              | 20人 | 詳細 |
| 2015年9月8日   | 2015年9月8日   | 安倍晉三   | 只有一名候選人（安倍總裁任期屆滿，不進行總裁選而無投票連任）   | 只有一名候選人（安倍總裁任期屆滿，不進行總裁選而無投票連任）   | 只有一名候選人（安倍總裁任期屆滿，不進行總裁選而無投票連任）   | 只有一名候選人（安倍總裁任期屆滿，不進行總裁選而無投票連任）   | 只有一名候選人（安倍總裁任期屆滿，不進行總裁選而無投票連任）   | 只有一名候選人（安倍總裁任期屆滿，不進行總裁選而無投票連任）   | 只有一名候選人（安倍總裁任期屆滿，不進行總裁選而無投票連任）   | 只有一名候選人（安倍總裁任期屆滿，不進行總裁選而無投票連任）   | 只有一名候選人（安倍總裁任期屆滿，不進行總裁選而無投票連任）   | 20人 | 詳細 |
| 2018年9月20日  | 2018年9月20日  | 安倍晉三   | 石破茂                                                         |                                                                |                                                                |                                                                |                                                                |                                                                |                                                                |                                                                | 3                                                              | 20人 | 詳細 |
| 2018年9月20日  | 2018年9月20日  | 553        | 254                                                            |                                                                |                                                                |                                                                |                                                                |                                                                |                                                                |                                                                | 3                                                              | 20人 | 詳細 |
| 2020年9月14日  | 2020年9月14日  | 菅義偉     | 岸田文雄                                                       | 石破茂                                                         |                                                                |                                                                |                                                                |                                                                |                                                                |                                                                | 1                                                              | 20人 | 詳細 |
| 2020年9月14日  | 2020年9月14日  | 377        | 89                                                             | 68                                                             |                                                                |                                                                |                                                                |                                                                |                                                                |                                                                | 1                                                              | 20人 | 詳細 |
| 2021年9月29日  | 一             | 岸田文雄   | 河野太郎                                                       | 高市早苗                                                       | 野田聖子                                                       |                                                                |                                                                |                                                                |                                                                |                                                                | 2                                                              | 20人 | 詳細 |
| 2021年9月29日  | 一             | 256        | 255                                                            | 188                                                            | 63                                                             |                                                                |                                                                |                                                                |                                                                |                                                                | 2                                                              | 20人 | 詳細 |
| 2021年9月29日  | 決             | 岸田文雄   | 河野太郎                                                       |                                                                |                                                                |                                                                |                                                                |                                                                |                                                                |                                                                | 2                                                              | 20人 | 詳細 |
| 2021年9月29日  | 決             | 257        | 170                                                            |                                                                |                                                                |                                                                |                                                                |                                                                |                                                                |                                                                | 2                                                              | 20人 | 詳細 |
| 2024年9月27日  | 一             | 高市早苗   | 石破茂                                                         | 小泉進次郎                                                     | 林芳正                                                         | 小林鷹之                                                       | 茂木敏充                                                       | 上川陽子                                                       | 河野太郎                                                       | 加藤勝信                                                       | 1                                                              | 20人 | 詳細 |
| 2024年9月27日  | 一             | 181        | 154                                                            | 136                                                            | 65                                                             | 60                                                             | 47                                                             | 40                                                             | 30                                                             | 22                                                             | 1                                                              | 20人 | 詳細 |
| 2024年9月27日  | 決             | 石破茂     | 高市早苗                                                       |                                                                |                                                                |                                                                |                                                                |                                                                |                                                                |                                                                | 6                                                              | 20人 | 詳細 |
| 2024年9月27日  | 決             | 215        | 194                                                            |                                                                |                                                                |                                                                |                                                                |                                                                |                                                                |                                                                | 6                                                              | 20人 | 詳細 |

## 統計
- 佐藤榮作以及安倍晉三共當選4屆自民黨總裁，是現時歷代最多。
- 只有1956年和1964年曾在當年舉行兩次總裁選舉投票。
- 只有六次總裁選舉因第一輪投票無人得票過半而舉行決選，其中三次決選是第一輪的第二名逆轉勝利——1956年石橋湛山逆轉岸信介、2012年安倍晉三逆轉石破茂及2024年石破茂逆轉高市早苗，而岸恰是安倍的外祖父。
- 共14次只有一名候選人不需進行投票而直接當選，其中7次是無投票連任。無投票連任的案例中，多是現任總裁繼任中途辭職的前任總裁的剩餘任期不久，在上任時的總裁選已接受選舉洗禮，黨內多認為短時間內無需再次選舉；完成一個完整總裁任期之後，仍然能無投票連任的，只有三次——1984年的中曾根康弘、1997年的橋本龍太郎、2015年的安倍晉三。
- 現時只有林芳正一名參議院議員參加過總裁選；曾是參議院議員後來轉任眾議院議員的候選人有宮澤喜一、石原慎太郎、藤井孝男、小池百合子、林芳正。

## 外部連結
- 自由民主黨 黨的步伐 （页面存档备份，存于）
- 自由民主黨 機構圖和黨則 （页面存档备份，存于） ：党則、總裁公選規程、總裁公選實施細則